# Área metropolitana de Jaén
El Área metropolitana de Jaén (España) es una aglomeración urbana de estructura polinuclear formada por 15 municipios de la Provincia de Jaén cuya población estimada suma 215.630 habitantes (según los datos del INE para 2024). La definición de esta área metropolitana está regulada por el Plan de Ordenación del Territorio de Andalucía, Decreto 206/2006, de 28 de noviembre de 2006.
Tiene una gran importancia dentro de la Provincia de Jaén, ya que junto con la capital provincial, destacan municipios como Martos, Mancha Real o Mengíbar entre otros, que poseen un poderoso tejido industrial que destaca no sólo dentro de la Provincia de Jaén, sino también a nivel de Andalucía.
A nivel demográfico, el Área metropolitana de Jaén engloba a más del 34% de la población total de la provincia, pese a representar tan sólo un 11% del territorio. Se trata, pues, de la región más poblada de toda la provincia. Pese a ello, ocupa el último lugar entre las diez áreas metropolitanas reconocidas en Andalucía por población.

## Geografía
No hay que confundir dicha área metropolitana con la Comarca Metropolitana de Jaén también denominada área metropolitana de Jaén surgida el 27 de marzo de 2003 de acuerdo con el catálogo elaborado por la Consejería de Turismo y Deporte de la Junta de Andalucía, en el cual se modifican las comarcas de Jaén. Si bien es cierto no coincide dicha clasificación comarcal con la verdadera área de influencia de la capital definida por el POTA al no estar incluidos en la delimitación del área metropolitana los municipios de Porcuna, Santiago de Calatrava e Higuera de Calatrava (anterior al catálogo de 2003, estaban incluidos en la comarca de La Campiña)
El Area metropolitana de Jaén abarca los municipios de la comarca que lleva el mismo nombre o también comarca de Jaén, un municipio de la comarca de Sierra Mágina que es el caso de Pegalajar y un municipio de la Sierra Sur, Valdepeñas de Jaén.

## Municipios
Los municipios que conforman el Área metropolitana de Jaén son los siguientes (datos de población de 2015):
|                     | Municipio           | Comarca       | Población    | Superficie   | Densidad        | Ayuntamiento |
| ------------------- | ------------------- | ------------- | ------------ | ------------ | --------------- | ------------ |
| Jaén                | Jaén                | Metropolitana | 112 074 hab. | 424,30 km²   | 264,14 hab./km² | PSOE         |
| Martos              | Martos              | Metropolitana | 24 452 hab.  | 259,10 km²   | 94,37 hab./km²  | PSOE         |
| Torredelcampo       | Torredelcampo       | Metropolitana | 13 944 hab.  | 182 km²      | 76,62 hab./km²  | PSOE         |
| Torredonjimeno      | Torredonjimeno      | Metropolitana | 13 261 hab.  | 157,6 km²    | 84,14 hab./km²  | PP           |
| Mancha Real         | Mancha Real         | Metropolitana | 11.385 hab.  | 97 km²       | 117,37 hab./km² | PP           |
| Mengíbar            | Mengíbar            | Metropolitana | 10 011 hab.  | 62 km²       | 161,47 hab./km² | PSOE         |
| Los Villares        | Los Villares        | Metropolitana | 6 084 hab.   | 88 km²       | 69,14 hab./km²  | PP           |
| La Guardia de Jaén  | La Guardia de Jaén  | Metropolitana | 5 218 hab.   | 38,43 km²    | 135,78 hab./km² | PP           |
| Villatorres         | Villatorres         | Metropolitana | 4 267 hab.   | 72,71 km²    | 58,69 hab./km²  | PSOE         |
| Los Villares        | Valdepeñas de Jaén  | Sierra Sur    | 3 556 hab    | 183,80 km²   | 19,35 hab./km²  | PSOE         |
| Jamilena            | Jamilena            | Metropolitana | 3 298 hab.   | 8,96 km²     | 370,76 hab./km² | PP           |
| Fuensanta de Martos | Fuensanta de Martos | Metropolitana | 2 990 hab.   | 53,32 km²    | 56,08 hab/km²   | PSOE         |
| Pegalajar           | Pegalajar           | Sierra Mágina | 2 827 hab.   | 79,7 km²     | 35,47 hab/km²   | PSOE         |
| Fuerte del Rey      | Fuerte del Rey      | Metropolitana | 1.342 hab.   | 34,43 km²    | 38,98 hab/km²   | PSOE         |
| Villardompardo      | Villardompardo      | Metropolitana | 921 hab.     | 17 km²       | 54,18 hab/km²   | PP           |
|                     | Total               |               | 215 630 hab. | 1 498,69 km² | 143,88 hab/km²  |              |